# 러시아어 사용자의 지리적 분포

1897년 인구 조사에 따른 러시아 제국과 위성국의 러시아어 분포

이 문서는 러시아어 사용자의 지리적 분포에 대해 자세히 설명한다. 1991년 소련의 붕괴 이후, 러시아어의 위상은 종종 논란의 대상이 되었다. 일부 구소련 국가는 과거의 러시아화 경향을 되돌리기 위한 탈러시아화 정책을 채택한 반면, 알렉산드르 루카셴코 치하의 벨라루스와 블라디미르 푸틴 치하의 러시아 연방은 각각 1990년대와 2000년대에 러시아화 정책을 다시 도입했다.
1917년 러시아 혁명 이후 러시아 제국이 붕괴되면서 새로 독립한 폴란드, 에스토니아, 라트비아, 리투아니아 및 나중에 튀르키예의 일부가 된 카르스주에서 탈러시아화가 진행되었다.
새로운 소련은 처음에 코레니자차 정책을 시행했는데, 이는 여러 면에서 러시아 제국 시대의 비러시아 지역 러시아화를 되돌리는 것을 목표로 했다. 블라디미르 레닌과 그 후 이오시프 스탈린은 1930년대까지 코레니자차의 시행을 대부분 되돌렸는데, 이는 법 조항을 바꾸기보다는 실질적인 효과를 줄이고 사실상의 러시아화를 도입함으로써 이루어졌다. 소련 체제는 러시아어를 "민족 간 소통의 언어"이자 "세계 공산주의의 언어"로 강력히 장려했다.
결국 1990년, 러시아어는 소련의 법적 공식 전연방 언어가 되었고, 구성 공화국들은 자체 지역 언어를 선언할 권리를 얻었다.
1991년 소련의 붕괴 이후, 약 2천5백만 명의 러시아인(구소련 러시아인의 약 6분의 1)이 러시아 밖에 거주하게 되었고, 이들은 러시아를 제외한 구소련 국가 인구의 약 10%를 차지했다. 이들 중 수백만 명은 나중에 다양한 민족 간 분쟁으로 인해 난민이 되었다.

## 통계

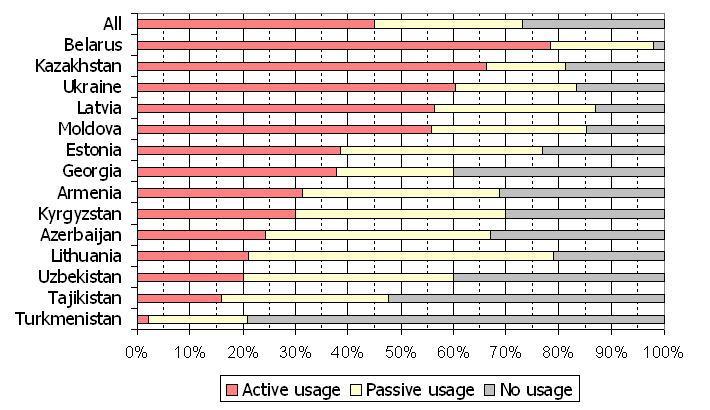
러시아 연방 외 구소련 국가들의 러시아어 능력, 2004년

### 모어 화자
틀:표 정렬
| 국가           | 화자 수     | 화자 수 | 연도 | 참고              |
| 국가           | 수          | 백분율  | 연도 | 참고              |
| -------------- | ----------- | ------- | ---- | ----------------- |
| 러시아         | 118,581,514 | 85.7%   | 2010 | [ 5 ]             |
| 우크라이나     | 14,273,670  | 29.6%   | 2001 | [ 6 ]             |
| 벨라루스       | 6,672,964   | 70.2%   | 2009 | [ 6 ] [ note 1 ]  |
| 카자흐스탄     | 3,793,800   | 21.2%   | 2017 | [ 7 ] [ note 2 ]  |
| 우즈베키스탄   | 720,300     | 2.1%    | 2021 | [ 8 ]             |
| 라트비아       | 698,757     | 33.8%   | 2011 | [ 6 ]             |
| 키르기스스탄   | 482,200     | 8.9%    | 2009 | [ 9 ]             |
| 에스토니아     | 383,118     | 29.6%   | 2011 | [ 6 ]             |
| 투르크메니스탄 | 135,565     | 1.9%    | 2022 | [ 10 ]            |
| 몰도바         | 264,162     | 9.7%    | 2014 | [ 11 ]            |
| 리투아니아     | 190,733     | 6.8%    | 2021 | [ 6 ] [ 12 ]      |
| 아제르바이잔   | 77,190      | 0.8%    | 2019 | [ 13 ]            |
| 조지아         | 45,920      | 1.2%    | 2014 | [ 6 ]             |
| 타지키스탄     | 40,598      | 0.5%    | 2012 | [ 6 ]             |
| 아르메니아     | 23,484      | 0.8%    | 2011 | [ 6 ]             |
| 오스트레일리아 | 54,874      | 0.2%    | 2022 | [ 14 ]            |
| 오스트리아     | 8,446       | 0.1%    | 2001 | [ 6 ]             |
| 캐나다         | 220,360     | 0.6%    | 2021 | [ 15 ]            |
| 크로아티아     | 1,592       | 0.04%   | 2011 | [ 6 ]             |
| 키프로스       | 21,642      | 2.3%    | 2021 | [ 16 ]            |
| 체코           | 96,361      | 0.9%    | 2021 | [ 17 ] [ note 3 ] |
| 핀란드         | 87,552      | 1.6%    | 2021 | [ 18 ]            |
| 독일           | 1,877,000   | 2.3%    | 2024 | [ 19 ]            |
| 기니비사우     | 2,104       | 0.14%   | 2009 | [ 6 ]             |
| 이스라엘       | 1,155,960   | 15%     | 2011 | [ 20 ] [ note 4 ] |
| 룩셈부르크     | 3,325       | 0.6%    | 2021 | [ 21 ]            |
| 모리셔스       | 40          | 0.003%  | 2011 | [ 6 ]             |
| 뉴질랜드       | 7,896       | 0.2%    | 2006 | [ 6 ]             |
| 노르웨이       | 16,833      | 0.3%    | 2012 | [ 6 ]             |
| 폴란드         | 63,271      | 0.17%   | 2021 | [ 22 ] [ note 5 ] |
| 루마니아       | 23,487      | 0.11%   | 2011 | [ 23 ]            |
| 세르비아       | 3,179       | 0.04%   | 2011 | [ 6 ]             |
| 슬로바키아     | 4,947       | 0.10%   | 2021 | [ 24 ]            |
| 스페인         | 147,864     | 0.3%    | 2021 | [ 25 ]            |
| 스웨덴         | 29,000      | 0.3%    | 2012 | [ 26 ]            |
| 미국           | 1,004,815   | 0.3%    | 2023 | [ 27 ]            |
| 총계           | 151,214,523 |         |      |                   |

#### 하위 국가 지역
| 지역          | 국가       | L1 화자 수 | 백분율 | 연도 | 참고   |
| ------------- | ---------- | ---------- | ------ | ---- | ------ |
| 하리우주      | 에스토니아 | 208,517    | 37.7%  | 2011 | [ 28 ] |
| 이다비루주    | 에스토니아 | 121,680    | 81.6%  | 2011 | [ 28 ] |
| 리가 지역     | 라트비아   | 326,478    | 55.8%  | 2011 | [ 29 ] |
| 피에리가 지역 | 라트비아   | 87,769     | 25.9%  | 2011 | [ 29 ] |
| 비제메 지역   | 라트비아   | 16,682     | 8.4%   | 2011 | [ 29 ] |
| 쿠르제메 지역 | 라트비아   | 47,213     | 19.3%  | 2011 | [ 29 ] |
| 젬갈레 지역   | 라트비아   | 54,761     | 23.3%  | 2011 | [ 29 ] |
| 라트갈레 지역 | 라트비아   | 165,854    | 60.3%  | 2011 | [ 29 ] |
| 클라이페다주  | 리투아니아 | 34,074     | 10.57% | 2021 | [ 12 ] |
| 우테나주      | 리투아니아 | 18,551     | 14.54% | 2021 | [ 12 ] |
| 빌뉴스주      | 리투아니아 | 109,045    | 13.45% | 2021 | [ 12 ] |

### 모어 및 비모어 화자

#### 구소련
| 국가           | 화자 수     | 백분율 | 연도 | 참고                     |
| -------------- | ----------- | ------ | ---- | ------------------------ |
| 아르메니아     | 1,906,327   | 65.3%  | 2022 | [ 30 ] [ note 6 ]        |
| 아제르바이잔   | 643,737     | 6.7%   | 2019 | [ 13 ] [ note 7 ]        |
| 에스토니아     | 887,270     | 66.6%  | 2021 | [ 31 ] [ 32 ] [ note 8 ] |
| 카자흐스탄     | 14,391,085  | 83.7%  | 2021 | [ 33 ]                   |
| 키르기스스탄   | 3,432,633   | 49.5%  | 2022 | [ 34 ] [ note 9 ]        |
| 리투아니아     | 1,894,158   | 67.4%  | 2021 | [ 12 ] [ note 10 ]       |
| 러시아         | 134,319,233 | 99.4%  | 2021 | [ 6 ] [ note 11 ]        |
| 타지키스탄     | 1,963,857   | 25.9%  | 2010 | [ 35 ]                   |
| 투르크메니스탄 | 1,359,455   | 19.3%  | 2022 | [ 10 ] [ note 12 ]       |
| 우크라이나     |             | 68%    | 2006 | [ 36 ]                   |

#### 기타 국가
| 국가     | 백분율        | 연도 | 참고   |
| -------- | ------------- | ---- | ------ |
| 불가리아 | 0.24% 모어    | 2012 | [ 37 ] |
| 불가리아 | 23% 대화 가능 | 2012 | [ 38 ] |
| 키프로스 | 2.8%          |      |        |
| 헝가리   | 1.6%          | 2011 | [ 39 ] |
| 폴란드   | 18%           | 2012 | [ 40 ] |

## 아시아

### 아르메니아
아르메니아에서 러시아어는 공식 지위가 없지만 국가 소수 민족 보호를 위한 기본 협약에 따라 소수 언어로 인정된다. 데모스코프 위클리의 2004년 추정치에 따르면, 이 나라에는 러시아어 모어 화자가 15,000명, 능동적인 화자가 100만 명이었다. 2006년에는 인구의 30%가 러시아어에 능통했으며, 2%는 가족이나 친구와 또는 직장에서 주요 언어로 사용했다. 2009년 월드 팩트북의 추정치에 따르면, 인구의 1.4%가 러시아어를 사용한다.
2010년, 아르메니아는 탈러시아화에 대한 상당한 철회로, 러시아어 교육 학교를 재도입하기로 투표했다.

### 아제르바이잔
아제르바이잔에서 러시아어는 공식 지위가 없지만, 이 나라의 링구아 프랑카이다. 데모스코프 위클리의 2004년 추정치에 따르면, 이 나라에는 러시아어 모어 화자가 250,000명, 능동적인 화자가 200만 명이었다. 2006년에는 인구의 26%가 러시아어에 능통했으며, 5%는 가족이나 친구와 또는 직장에서 주요 언어로 사용했다.
2005-2006년 연구 결과, 정부 관리들은 러시아어가 독립 아제르바이잔에서 아제르바이잔어의 역할 강화에 위협이 된다고 생각하지 않는다는 결론을 내렸다. 오히려 러시아와의 근접성 및 강한 경제적, 정치적 유대 관계를 고려할 때 러시아어는 계속해서 가치를 가졌다. 그러나 성공하려면 시민들이 아제르바이잔어에 능통해야 한다는 것은 자명하다고 보았다.
러시아어는 분리주의적인 아르메니아인 거주 지역인 아르차흐 공화국에서 공동 공식 언어였다.

### 중국
1920년대, 중국 공산당과 중국 국민당은 덩샤오핑과 장징궈를 포함한 영향력 있는 인물들을 소련으로 유학 보냈는데, 이들은 모두 동급생이었고 러시아어에 능통했다. 현재 러시아어는 중국 북동부 헤이룽장성과 북서부 신장 위구르 자치구의 작은 러시아 공동체에서만 사용된다.

### 이스라엘
러시아어는 1999년 인구 조사에 따르면, 최소 100만 명의 구소련 출신 유대계 이민자들에 의해 이스라엘에서도 사용된다. 이스라엘의 언론과 웹사이트는 러시아어로 자료를 정기적으로 발행하며, 이 나라에는 러시아어 신문, 텔레비전 방송국, 학교 및 소셜 미디어 매체가 있다.

### 카자흐스탄
카자흐스탄에서 러시아어는 국어가 아니지만, 카자흐스탄 헌법 제7조에 따르면, 그 사용은 주 및 지방 행정에서 카자흐어와 동등한 지위를 누린다. 데모스코프 위클리의 2004년 추정치에 따르면, 이 나라에는 러시아어 모어 화자가 4,200,000명, 능동적인 화자가 1000만 명이었다. 2006년에는 인구의 63%가 러시아어에 능통했으며, 46%는 가족, 친구 또는 직장에서 주요 언어로 사용했다. 월드 팩트북의 2001년 추정치에 따르면, 인구의 95%가 러시아어를 구사할 수 있다. 카자흐스탄 북부에는 여전히 대규모 러시아어 사용 공동체가 존재하며, 러시아계 카자흐인은 카자흐스탄 인구의 25.6%를 차지한다. 2009년 인구 조사에 따르면, 10,309,500명, 즉 15세 이상 인구의 84.8%가 러시아어를 잘 읽고 쓸 수 있으며 구어를 이해할 수 있었다.

### 키르기스스탄
키르기스스탄에서 러시아어는 키르기스스탄 헌법 제5조에 따라 공식 언어이다. 데모스코프 위클리의 2004년 추정치에 따르면, 이 나라에는 러시아어 모어 화자가 600,000명, 능동적인 화자가 150만 명이었다. 2006년에는 인구의 38%가 러시아어에 능통했으며, 22%는 가족이나 친구와 또는 직장에서 주요 언어로 사용했다.
2009년 인구 조사에 따르면 482,200명이 러시아어를 모어로 사용하며, 이 중 419,000명은 러시아인이고 63,200명은 다른 민족 그룹 출신으로, 전체 인구의 8.99%를 차지한다. 또한, 15세 이상 키르기스스탄 거주자 중 1,854,700명이 러시아어를 제2외국어로 유창하게 구사하며, 이는 해당 연령대 인구의 49.6%에 해당한다.
러시아어는 여전히 비즈니스 및 고위 정부 기관에서 지배적인 언어이다. 의회 회의는 키르기스어로 진행되는 경우가 거의 없고 주로 러시아어로 진행된다. 2011년, 로자 오툰바예바 대통령은 키르기스스탄에서 키르기스어의 더 지배적인 위치를 확보하는 문제에 대한 논의를 다시 시작하여 논란을 불러일으켰다.

### 타지키스탄
타지키스탄에서 러시아어는 타지키스탄 헌법에 따라 민족 간 소통 언어이다. 데모스코프 위클리의 2004년 추정치에 따르면, 이 나라에는 러시아어 모어 화자가 90,000명, 능동적인 화자가 100만 명이었다. 2006년에는 인구의 28%가 러시아어에 능통했으며, 7%는 가족이나 친구와 또는 직장에서 주요 언어로 사용했다. 월드 팩트북은 러시아어가 정부와 기업에서 널리 사용된다고 언급한다.
독립 후 타지크어는 국어로 선포되었고, 러시아어는 헌법에 "민족 간 소통을 위한 언어"로 명시되었다. 2009년에는 이 나라의 모든 공식 서류가 타지크어 버전으로 되어야 한다는 법률이 통과되었다. 러시아 언론은 이로 인해 러시아어가 이 나라에서 공식 지위를 잃었다고 오해하여 보도했다. 그러나 에모말리 라흐몬 대통령은 이러한 주장을 부인하고, 이 법률은 타지크어의 사용 범위를 규제할 뿐 러시아어의 지위를 변경하지 않는다고 명확히 밝혔다. 그는 또한 "모든 법률과 대통령령은 계속해서 타지크어와 러시아어로 채택되며, 수십 개의 신문과 잡지가 러시아어로 발행되고 있는데, 이는 제 생각에 실제 상황을 반영하는 것입니다"라고 덧붙였다. 라흐몬은 "박해" 주장을 furtherly 부인하며 "모든 학교에서 예외 없이 러시아어가 가르쳐지고 있으며, 총 4천 개 이상의 학교가 있습니다"라고 지적하고, 31,000명 이상의 학생들이 대학에서 러시아어를 전공하고 있다고 덧붙였다. 그는 "우리는 수십 년 동안 러시아어가 우리에게 과학의 창이자 외부 세계와의 소통 수단이었고 앞으로도 그럴 것이라는 점을 분명히 알고 있으며, 이 자본을 낭비하는 것은 우리 자신에게 해를 끼치는 일일 것입니다"라고 덧붙였다.
이 법률은 혼란을 해소하기 위해 2011년에 수정되었으며, 러시아 언론은 "러시아어의 지위가 복원되었다"고 주장했지만, 실제로는 헌법에서 그 지위를 계속 유지하고 있었다.
현행법에 따르면, 이 나라의 모든 소수 민족 그룹은 자녀가 교육받기를 원하는 언어를 선택할 권리가 있다.
2019년 4월 17일, 러시아와 타지키스탄은 두샨베, 쿨로프, 후잔트, 보흐타르 및 투르순자데시에 러시아어 교육을 제공하는 학교의 건설 및 물자 및 기술 장비에 관한 협정을 체결했다. 새로운 러시아 학교를 개교하면서 라흐몬 대통령은 타지키스탄 헌법이 러시아어를 민족 간 소통 언어로 정의하고 있으며, 이 헌법 조항은 모든 학교에서 2학년부터 러시아어의 광범위한 학습을 통해 이행되고 있다고 강조했다. 에모말리 라흐몬은 또한 2023년을 타지키스탄의 러시아어의 해로 선포했다.
현재 이 나라에는 러시아어 교육을 전면적으로 실시하는 학교가 39개 있으며, 약 27,000명의 어린이가 재학 중이다. 또한 혼합 타지크-러시아 학교가 170개 이상 있으며, 70,000명의 어린이가 재학 중이다. 러시아어 교육은 교육 과정의 필수 요소이며, 2학년부터 타지키스탄의 모든 일반 교육 학교(약 4,000개 교육 기관)에서 학습된다.

### 투르크메니스탄
러시아어는 1996년에 투르크메니스탄의 공식 링구아 프랑카 지위를 잃었다. 데모스코프 위클리의 2004년 추정치에 따르면, 이 나라에는 러시아어 모어 화자가 150,000명, 능동적인 화자가 100,000명이었다. 월드 팩트북의 날짜 미상의 추정치에 따르면, 인구의 12%가 러시아어를 사용한다.
투르크메니스탄에서는 러시아 텔레비전 채널이 대부분 폐쇄되었고, 많은 러시아어 학교도 문을 닫았다.

### 우즈베키스탄
우즈베키스탄에서 러시아어는 공식 지위가 없지만, 전국적으로 링구아 프랑카이자 사실상의 언어이다. 데모스코프 위클리의 2004년 추정치에 따르면, 이 나라에는 러시아어 모어 화자가 1,200,000명, 능동적인 화자가 500만 명이었다. 월드 팩트북의 날짜 미상의 추정치에 따르면, 인구의 14.2%가 러시아어를 사용한다. 전국적으로 우즈베크어와 러시아어가 함께 표시된 표지판이 여전히 존재한다.
1991년 우즈베키스탄 독립 후, 우즈베크 문화는 탈러시아화, 우즈베크 민족 정체성 창조, 그리고 서구화의 세 가지 경향을 겪었다. 정부는 주로 교육 시스템을 통해 이러한 경향을 촉진했는데, 이는 우즈베크 인구의 거의 절반이 학령기 또는 그보다 어리다는 점에서 특히 효과적이다.
우즈베크어가 공식 언어가 되고 채용 및 해고에서 우대되면서, 우즈베키스탄에서 러시아계 민족의 두뇌 유출이 발생했다. 러시아어 사용 인구가 산업, 과학, 교육 분야에서 이탈하면서 이들 분야가 약화되었다. 이민의 결과로 우즈베키스탄 국립 아카데미 볼쇼이 극장과 같은 러시아 문화 센터 참여가 심각하게 감소했다.
수도 타슈켄트에서는 러시아 혁명 지도자들의 동상이 철거되고 티무르와 같은 지역 영웅의 동상으로 교체되었으며, 러시아식 거리 이름은 우즈베크화되었다. 1995년 우즈베키스탄은 우즈베크어 문자를 러시아어 기반의 키릴 문자에서 수정된 라틴 음소문자로 변경하도록 명령했으며, 1997년에는 우즈베크어가 국가 행정의 유일한 언어가 되었다.

### 아시아의 나머지 지역
2005년, 러시아어는 몽골에서 가장 널리 가르쳐지는 외국어였고, 2006년부터 7학년 이상에서 제2외국어로 필수였다.
러시아어는 아프가니스탄에서도 소수의 사람들이 제2외국어로 사용한다.

## 오세아니아

### 오스트레일리아
오스트레일리아의 도시 멜버른과 시드니에는 러시아어 사용 인구가 있으며, 대부분이 멜버른 남동부, 특히 카네기와 코필드 교외에 거주한다. 이들 중 3분의 2는 실제로는 독일인, 그리스인, 유대인, 아제르바이잔인, 아르메니아인 또는 우크라이나인의 러시아어 사용 후손으로, 소련 붕괴 후 본국으로 송환되었거나 임시 고용을 찾는 이들이다.

## 유럽

### 벨라루스

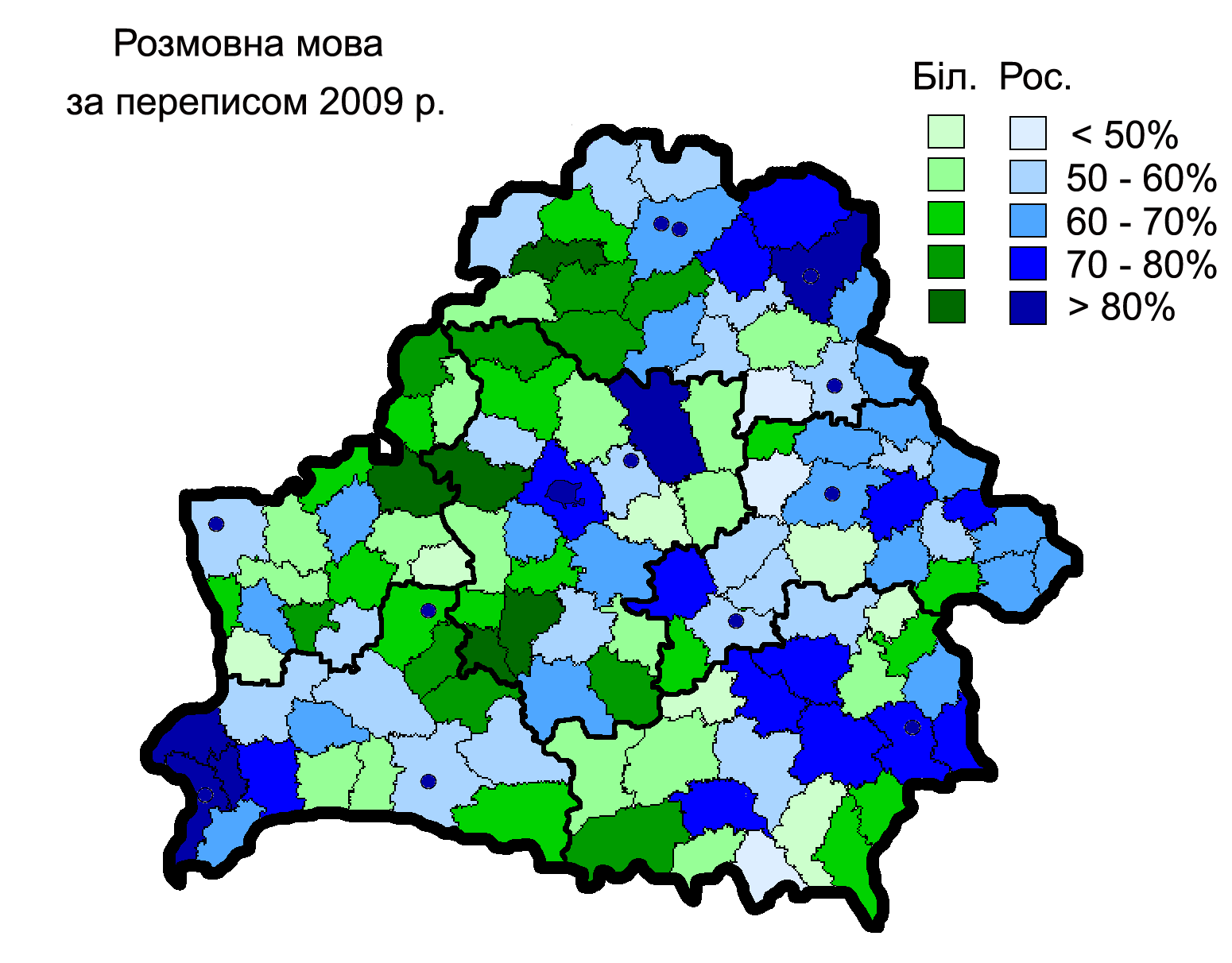
벨라루스의 언어 (2009년 인구조사, 파란색 - 러시아어)

벨라루스에서 러시아어는 벨라루스 헌법에 따라 벨라루스어와 함께 공동 공식 언어이다. 데모스코프 위클리의 2004년 추정치에 따르면, 이 나라에는 러시아어 모어 화자가 3,243,000명, 능동적인 화자가 800만 명이었다. 2006년에는 인구의 77%가 러시아어에 능통했으며, 67%는 가족이나 친구와 또는 직장에서 주요 언어로 사용했다.
초기에 벨라루스가 1991년 독립하고 벨라루스어가 유일한 국어가 되면서 일부 탈러시아화가 시작되었다. 그러나 알렉산드르 루카셴코가 대통령이 된 후, 유럽 안보 협력 기구에 의해 사기성이 있다고 간주된 1995년 벨라루스 국민투표에는 러시아어의 지위에 대한 질문이 포함되었다. 그 결과 러시아어는 벨라루스어와 함께 국어로 지정되었다.
대부분의 분야에서 러시아어는 압도적으로 지배적인 언어이다. 실제로 거의 모든 정부 정보와 웹사이트는 러시아어로만 되어 있다.

### 불가리아
불가리아는 소련에 속하지 않았던 유럽 국가들 중 러시아어 사용자의 비율이 가장 높다. 2012년 유로바로미터 조사에 따르면, 인구의 19%는 뉴스, 텔레비전 또는 라디오를 이해할 수 있을 정도로 러시아어를 잘 이해한다. 러시아어 모어 화자는 0.24%이다.

### 에스토니아

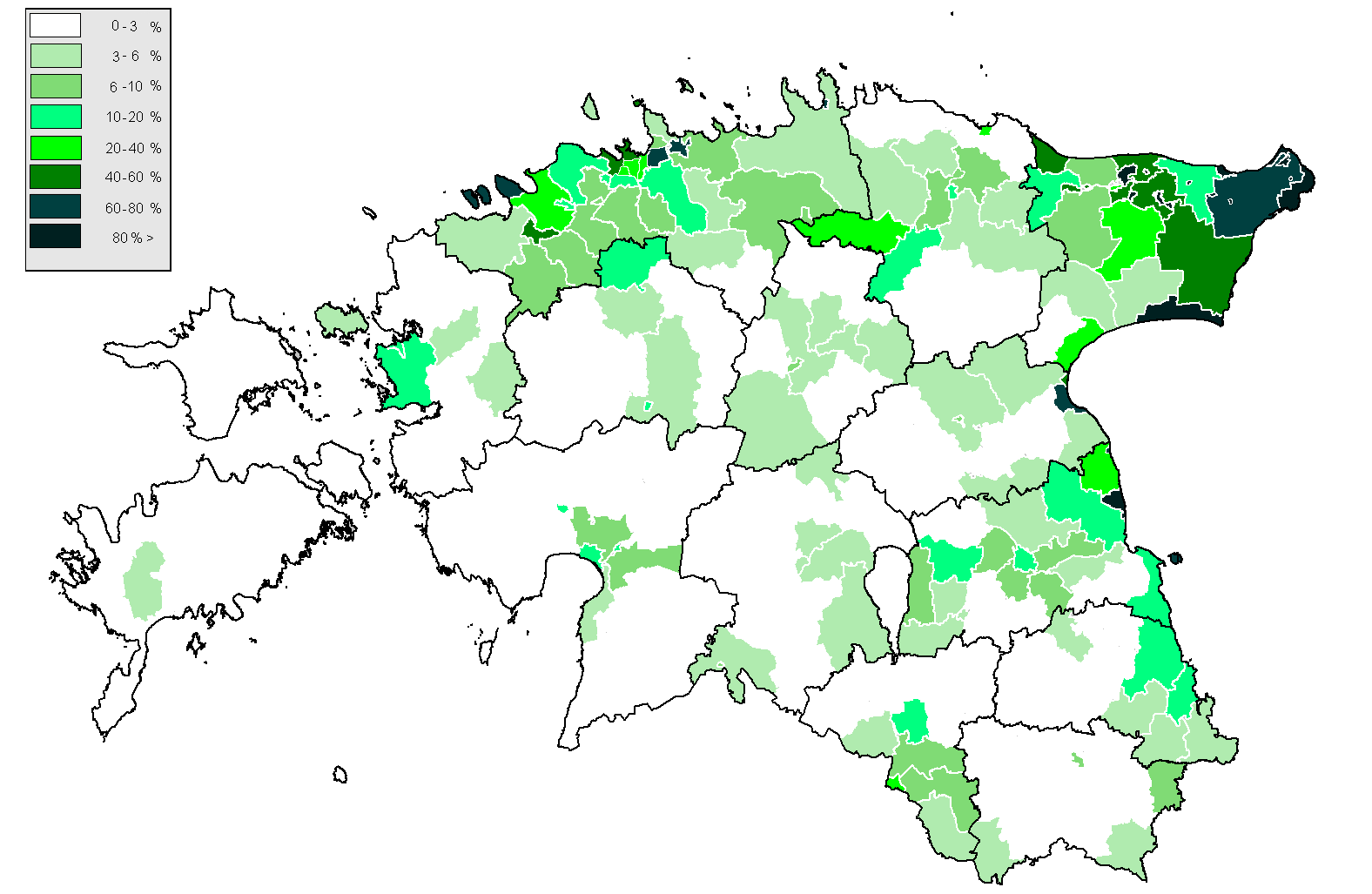
에스토니아의 러시아어 사용 인구, 2000년 인구 조사

에스토니아에서 러시아어는 공식적으로 외국어로 간주된다. 데모스코프 위클리의 2004년 추정치에 따르면, 이 나라에는 러시아어 모어 화자가 470,000명, 능동적인 화자가 500,000명이었다. 2006년에는 인구의 35%가 러시아어에 능통했으며, 25%는 가족이나 친구와 또는 직장에서 주요 언어로 사용했다. 2011년 월드 팩트북의 추정치에 따르면, 인구의 29.6%가 러시아어를 사용한다.
러시아계 에스토니아인은 현재 이 나라 인구의 25.5%를 차지하며 에스토니아 원주민 인구의 58.6%도 러시아어를 구사할 수 있다. 총 67.8%의 에스토니아 인구가 러시아어를 구사할 수 있었다. 그러나 러시아어 구사 능력은 젊은 에스토니아인들 사이에서 빠르게 감소하고 있으며, 주로 영어 구사 능력으로 대체되고 있다. 예를 들어, 2000년에는 15세에서 19세 사이의 에스토니아 민족의 53%가 러시아어를 구사한다고 주장했지만, 10세에서 14세 그룹에서는 러시아어 구사 능력이 19%로 떨어졌는데, 이는 같은 연령대에서 영어를 구사한다고 주장하는 사람들의 약 3분의 1 수준이다.
2007년, 국제앰네스티는 에스토니아의 러시아어 사용자 "괴롭힘"을 강하게 비판했다. 2010년, 언어 감독관은 직장에서 공무원들이 허용 가능한 수준의 에스토니아어를 구사하는지 확인하기 위한 검사를 강화했다. 여기에는 러시아어 교육 학교 교사들에 대한 검사도 포함되었다. 국제앰네스티는 에스토니아 정책을 계속 비판하고 있다. "주로 러시아어 사용 소수 민족인 비에스토니아어 사용자들은 사기업의 다양한 직업과 거의 모든 공공 부문의 직업에 대한 공식 언어 요구 사항으로 인해 고용이 거부되었다. 대부분은 고용 자격을 얻을 수 있는 저렴한 언어 교육에 접근할 수 없었다."
에스토니아의 러시아어 화자 비율은 여전히 감소하고 있지만, 대부분의 구소련 국가들만큼 빠르지는 않다. 세계 금융 위기 (2007년~2008년)의 여파를 극복한 후, 러시아어 화자의 이민 경향은 라트비아나 리투아니아와 달리 거의 멈췄다.

### 핀란드
월드 팩트북의 2014년 추정치에 따르면, 핀란드 인구의 약 1.4%가 러시아어를 사용한다. 이는 러시아어를 핀란드에서 가장 많이 사용되는 이민자 언어 중 하나로 만든다.
2022년까지 러시아와 다른 러시아어 사용 국가 및 지역과의 무역 및 관광 증가로 인해 러시아어의 인기가 높아지고 있었다. 그러나 2022년 이후, 다양한 통계에 따르면 핀란드 사회에서 러시아어의 인기가 눈에 띄게 감소하고 있다. 직장에서 러시아어 지식에 대한 수요가 꾸준히 증가하고 있었고, 이는 고등 교육을 포함한 핀란드 교육 시스템에서 러시아어의 존재감이 커지는 데에도 반영되었다. 동핀란드에서는, 특히 국경 도시에서, 지난 수십 년간 러시아로부터의 높은 관광객 유입률로 인해 러시아어가 이미 스웨덴어와 경쟁하며 두 번째로 중요한 외국어로 자리 잡기 시작했다.

### 조지아
조지아에서 러시아어는 공식 지위가 없지만 국가 소수 민족 보호를 위한 기본 협약에 따라 소수 언어로 인정된다. 데모스코프 위클리의 2004년 추정치에 따르면, 이 나라에는 러시아어 모어 화자가 130,000명, 능동적인 화자가 170만 명이었다. 2006년에는 인구의 27%가 러시아어에 능통했으며, 1%는 가족, 친구 또는 직장에서 주요 언어로 사용했다. 월드 팩트북에 따르면 인구의 9%가 러시아어를 사용한다. Ethnologue는 러시아어가 이 나라의 사실상의 작업 언어라고 인용한다.
조지아화는 대부분의 공식 및 사설 표지판을 조지아어로만 사용하며, 영어가 선호되는 외국어이다. 예외는 소련 시대부터 남아있는 오래된 표지판으로, 일반적으로 조지아어와 러시아어 병용 표기이다. 아르메니아 인구가 다수인 삼츠헤자바헤티 지역의 사설 표지판과 광고는 일반적으로 러시아어만 사용하거나 조지아어와 러시아어를 병용한다. 아제르바이잔 민족 인구가 다수인 크베모카르틀리주 국경 지역에서는 표지판과 광고가 종종 러시아어만 사용하거나 조지아어와 아제르바이잔어, 또는 조지아어와 러시아어를 병용한다. 탈러시아화는 조지아 정부의 통제 밖에 있는 지역, 즉 압하지야와 남오세티야에서는 추구되지 않았다.
러시아어는 분리주의 공화국인 압하지야와 남오세티야에서 공동 공식 언어이다.

### 독일
독일은 구소련 외 지역에서 가장 많은 러시아어 사용 인구를 보유하고 있으며, 약 300만 명에 달한다. 이들은 크기 순서대로 세 그룹으로 나뉜다: 러시아어 사용 독일계 (아우시트러), 민족 러시아인, 그리고 유대인.

### 라트비아

라트비아의 각 지역별 러시아어 사용 비율, 2011년 인구조사

1990년에 복원된 라트비아 헌법은 라트비아어를 유일한 공식 언어로 제정했다.
라트비아에는 대규모 러시아어 사용 소수 민족(2011년 기준 26.9%의 러시아계 라트비아인)이 있음에도 불구하고, 러시아어는 공식 지위가 없다. 러시아 출처에 따르면, 2006년에는 인구의 55%가 러시아어에 능통했으며, 26%는 가족이나 친구와 또는 직장에서 주요 언어로 사용했다.
2012년 2월에 실시된 2012년 라트비아 헌법 국민투표는 라트비아 헌법을 개정하여 러시아어를 라트비아의 제2국어로 만드는 것을 제안했지만, 821,722명(75%)의 유권자가 반대했고 273,347명(25%)만이 찬성했다. 러시아계 라트비아인 중 약 29만 명(2011년 기준 557,119명 중)이 비시민권자이며 투표권이 없다는 비판이 있었다. 2019년부터 사립 대학과 사립 대학에서는 러시아어 수업이 점진적으로 중단되고, 고등학교 공립 학교에서도 러시아어 수업(러시아어와 러시아 문학 수업과 같이 러시아 문화 및 역사 관련 과목은 제외)이 중단되었다.

### 리투아니아
1992년 리투아니아 헌법은 리투아니아어를 유일한 국어로 선언했다. 이는 1922~1938년 전간기 헌법에서도 마찬가지였다.
리투아니아에서 러시아어는 공식적 또는 다른 법적 지위가 없지만, 특정 지역에서는 언어 사용이 존재한다. 특히 노년층을 중심으로 인구의 상당 부분(2011년 기준 63%)이 러시아어를 외국어로 구사할 수 있다. 그러나 가족이나 친구와 또는 직장에서 주요 언어로 사용하는 사람은 3%에 불과했다. 영어는 리투아니아에서 러시아어를 링구아 프랑카로 대체했으며, 젊은이들의 약 80%가 영어를 제1외국어로 구사한다. 러시아어는 여전히 리투아니아 일부 학교에서 수강 가능하지만, 소련 시대처럼 필수는 아니다. 학생들은 독일어, 프랑스어, 스페인어 등을 선택할 수 있다. 다른 두 발트해 연안 국가와는 달리, 리투아니아는 비교적 작은 러시아어 사용 소수 민족(2008년 기준 5.0%)을 보유하고 있다.
라트비아나 에스토니아와는 달리 리투아니아는 일부 구소련 시민을 비시민권자로 간주하는 관행을 시행한 적이 없다.

### 몰도바
몰도바에서 러시아어는 다른 인정된 소수 언어들과 유사한 지위를 가지며, 소련 시대 법률에 따라 민족 간 소통 언어로도 간주되었다.
데모스코프 위클리의 2004년 추정치에 따르면, 이 나라에는 러시아어 모어 화자가 450,000명, 능동적인 화자가 190만 명이었다. 2006년에는 인구의 50%가 러시아어에 능통했으며, 19%는 가족이나 친구와 또는 직장에서 주요 언어로 사용했다. 2014년 인구 조사에 따르면, 러시아어는 몰도바인 9.68%의 모어이며, 인구의 14.49%에게는 첫 사용 언어이다.
러시아어는 가가우지아와 트란스니스트리아 자치 지역에서 루마니아어와 함께 공동 공식 지위를 가진다.

### 루마니아
2011년 루마니아 인구 조사에 따르면, 리포반 정교회 고의식 교회를 실천하는 23,487명의 러시아어 사용자 리포반인이 있다. 이들은 주로 툴체아주와 콘스탄차주를 중심으로 도브루자에 집중되어 있다. 도브루자 밖에서는 루마니아의 리포반인들은 주로 수체아바주와 이아시, 브러일라, 부쿠레슈티에 거주한다.

### 러시아
러시아 인구 조사 (2010)에 따르면 러시아어 능력은 1억 3,800만 명(인구의 99.4%)이 나타냈으며, 러시아 인구 조사 (2002)에 따르면 이 수는 1억 4,260만 명(인구의 99.2%)이었다. 도시 거주자 중 1억 100만 명(99.8%)이 러시아어 능력을 가지고 있었고, 농촌 지역에서는 3,700만 명(98.7%)이었다. 2010년 러시아어 모어 화자 수는 1억 1,860만 명(85.7%)으로, 민족 러시아인 수(1억 1,100만 명, 80.9%)보다 약간 높았다.
러시아어는 러시아의 공식 언어이지만, 추바시야 공화국, 바시코르토스탄 공화국, 타타르스탄 공화국 및 사하 공화국과 같은 러시아 내 여러 민족 자치 지역에서는 다른 언어와 함께 지역 수준에서 공식 지위를 공유하며, 러시아 학교 학생의 94%가 주로 러시아어로 교육을 받는다.
다게스탄 공화국, 체첸 공화국, 인구셰티야 공화국에서 탈러시아화는 러시아어와 문화의 직접적인 소멸이라기보다는 러시아어 사용 인구의 이탈로 이해되는데, 이는 제1차 체첸 전쟁과 제2차 체첸 전쟁 및 이슬람화 이후 가속화되어 2010년에는 심각한 수준에 이르렀다. 러시아어 사용 인구가 산업, 과학, 교육 분야에서 이탈하면서 해당 분야가 약화되었다.
카렐리야 공화국에서는 2007년에 카렐어가 국가 행사에서 사용될 것이라고 발표되었지만, 러시아어는 여전히 유일한 공식 언어(카렐어는 여러 "국가" 언어 중 하나)이며, 사실상 모든 비즈니스와 교육은 러시아어로 진행된다. 2010년에는 공화국 인구의 8% 미만이 민족 카렐리아인이었다.
마리옐 공화국에서는 러시아화가 계속되고 있다고 보고된다.

### 우크라이나

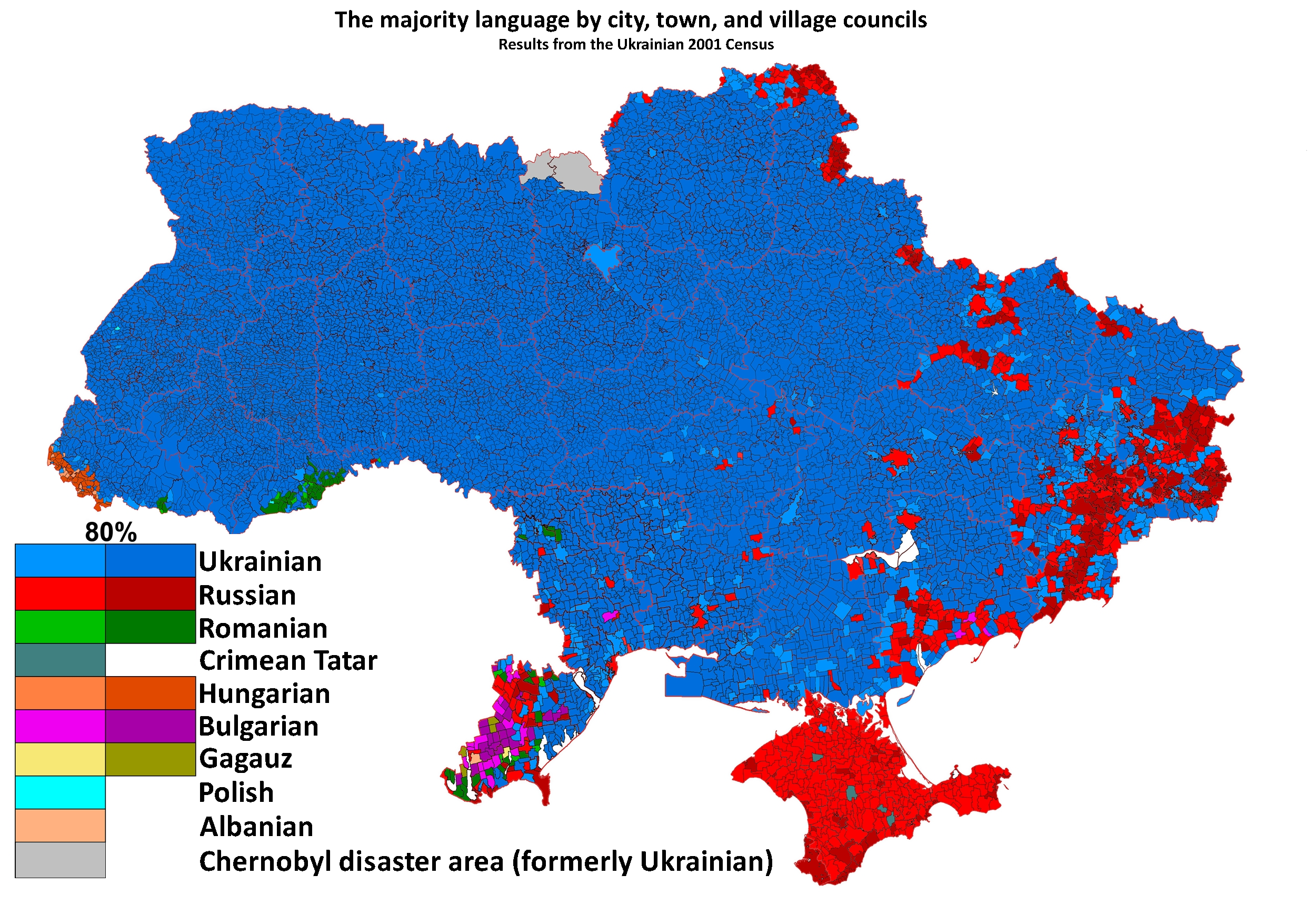
우크라이나 인구조사 (2001):
50–80% 러시아어 모어 화자
80–100% 러시아어 모어 화자

우크라이나에서 러시아어는 1996년 우크라이나 헌법에 따라 소수 언어로 간주된다. 데모스코프 위클리의 2004년 추정치에 따르면, 이 나라에는 러시아어 모어 화자가 14,400,000명, 능동적인 화자가 2900만 명이었다. 2006년에는 인구의 65%가 러시아어에 능통했으며, 38%는 가족이나 친구와 또는 직장에서 주요 언어로 사용했다.
1990년, 러시아어는 법적으로 소련의 공식 전연방 언어가 되었고, 구성 공화국들은 자체 공식 언어를 선언할 권리를 얻었다. 1989년, 우크라이나 SSR 정부는 우크라이나어를 공식 언어로 채택했으며, 이는 소련의 붕괴 이후 새로 독립한 우크라이나의 유일한 공식 국어로 확정되었다. 독립 첫 10년 동안 교육 시스템은 압도적으로 러시아어 위주에서 수업의 75% 이상이 우크라이나어로 진행되는 시스템으로 전환되었다. 정부는 또한 미디어와 상업 분야에서 우크라이나어의 역할을 점진적으로 확대하도록 명령했다.
레이팅이 2012년 실시한 여론조사에 따르면, 응답자의 50%는 우크라이나어를 모국어로, 29%는 러시아어를 모국어로, 20%는 우크라이나어와 러시아어 모두를 모국어로 생각하며, 나머지 1%는 다른 언어를 모국어로 생각한다.). 그러나 전환은 다른 구소련 공화국의 탈러시아화를 둘러싼 논란 대부분이 없었다.
일부 경우, 중등 및 고등 교육 기관에서 수업 언어의 급격한 변경은 주로 러시아어 사용자들에 의해 문화 동화 혐의를 불러일으켰다. 여러 선거에서 러시아어를 공식 언어로 채택하는 것은 주요 후보 중 한 명(1994년 레오니드 쿠치마, 2004년 빅토르 야누코비치, 2012년 지역당)의 선거 공약이었다. 2012년 우크라이나 언어 관련 법안이 도입된 후, 러시아어는 우크라이나 남부 및 동부의 여러 지역에서 "지역 언어"로 선언되었다. 2018년 2월 28일, 우크라이나 헌법 재판소는 해당 법안이 위헌이라고 판결했다.
레이팅이 2022년 3월에 실시한 설문조사에 따르면, 우크라이나인의 83%는 우크라이나어가 우크라이나의 유일한 국어가 되어야 한다고 믿는다. 이 의견은 모든 거시 지역, 연령 및 언어 그룹에서 지배적이다. 반면, 전쟁 전에는 거의 4분의 1의 우크라이나인이 러시아어에 국어 지위를 부여하는 것을 찬성했지만, 오늘날에는 7%만이 이를 지지한다. 평화 시에는 러시아어가 전통적으로 남부와 동부 주민들의 지지를 받았지만, 이 지역에서도 3분의 1만이 찬성했으며, 러시아의 전면적인 침공 이후에는 그 수가 거의 절반으로 줄었다.
레이팅이 2023년 8월 16일부터 20일까지 실시한 설문조사에 따르면, 응답자의 거의 60%가 집에서 주로 우크라이나어를 사용하고, 약 30%는 우크라이나어와 러시아어를 함께 사용하며, 9%만이 러시아어를 사용한다. 2022년 3월 이후, 일상생활에서 러시아어 사용은 눈에 띄게 감소하고 있다. 응답자의 82%는 우크라이나어를 모국어로, 16%는 러시아어를 모국어로 생각한다. 국내실향민과 해외 거주 난민은 의사소통을 위해 두 언어를 모두 사용하거나 러시아어를 사용하는 경향이 더 높다. 그럼에도 불구하고, 국내실향민과 난민의 70% 이상은 우크라이나어를 모국어로 생각한다.

### 유럽의 나머지 지역

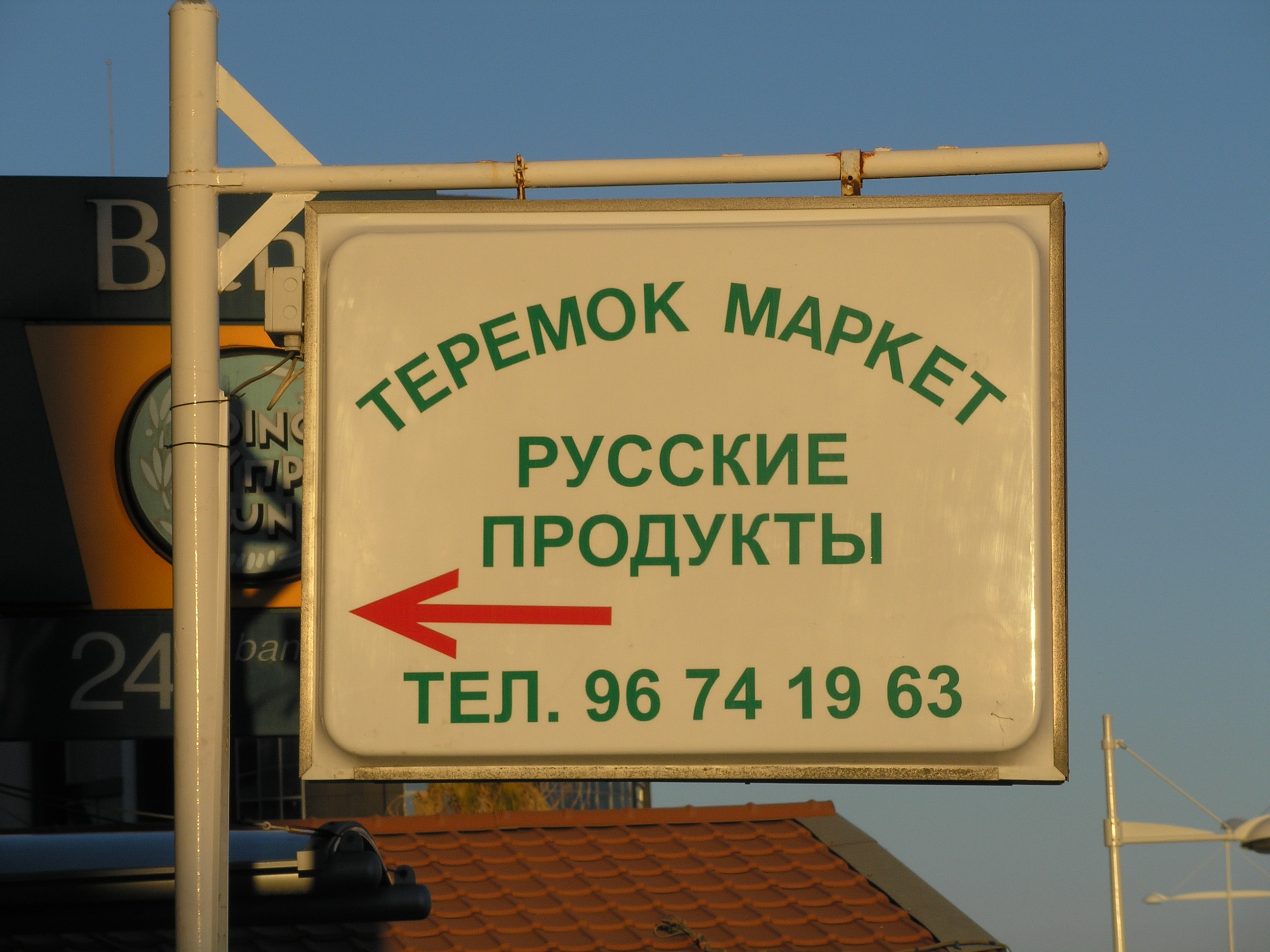
키프로스 리마솔의 러시아 식료품점; 번역: "테레모크 시장. 러시아 제품. 전화번호: 96 74 19 63"

20세기에는 구 바르샤바 조약 기구 회원국과 폴란드, 불가리아, 체코, 슬로바키아, 헝가리, 알바니아, 구 동독, 쿠바를 포함한 기타 공산주의 국가의 학교에서 러시아어가 필수 과목으로 가르쳐졌다. 그러나 러시아어가 더 이상 학교에서 필수가 아니기 때문에 젊은 세대는 보통 러시아어에 능통하지 않다. 2005년 유로바로미터 조사에 따르면, 러시아어 유창성은 일부 국가, 특히 슬라브어파 언어를 구사하여 러시아어를 배우는 데 유리한 국가(폴란드, 체코, 슬로바키아, 불가리아)에서 여전히 상당히 높다(20~40%).
상당한 러시아어 사용 그룹은 유럽의 다른 지역에도 존재하며, 20세기 초부터 여러 차례의 이민 물결에 의해 형성되었으며, 각 그룹은 자체적인 언어 특색을 가지고 있다. 영국, 스페인, 포르투갈, 프랑스, 이탈리아, 벨기에, 그리스, 노르웨이, 오스트리아에는 상당한 러시아어 사용 공동체가 있다.
2011년 아일랜드 인구 조사에 따르면, 21,639명이 집에서 러시아어를 사용했다. 그러나 러시아 국적자는 13%에 불과했다. 20%는 아일랜드 시민권자였으며, 27%와 14%는 각각 라트비아와 리투아니아 시민권자였다.
2011년 인구 조사에 따르면 키프로스에는 20,984명의 러시아어 사용자가 있었으며, 이는 인구의 2.5%를 차지했다.
월드 팩트북의 2011년 추정치에 따르면 헝가리 인구의 1.6%가 러시아어를 사용한다.

## 아메리카
러시아어는 1700년대에 러시아인 탐험가들이 알래스카주를 항해하며 러시아의 영토로 주장했을 때 북아메리카에 처음 도입되었다. 1867년 미국이 이 땅을 매입한 후 대부분의 러시아 식민지 개척자들은 떠났지만, 소수는 남아 러시아어를 보존했으며, 현재는 독특한 방언을 사용하는 소수의 노인 화자들만이 남아 있다. 니닐치크에서는 영어보다 러시아어가 더 많이 사용된다. 상당한 러시아어 사용 공동체는 북아메리카에도 존재하며, 특히 미국과 캐나다의 대도시 중심지, 예를 들어 뉴욕시, 필라델피아, 보스턴, 로스앤젤레스, 내슈빌, 샌프란시스코, 시애틀, 스포캔, 토론토, 캘거리, 볼티모어, 마이애미, 시카고, 덴버, 클리블랜드에 집중되어 있다. 여러 지역에서는 자체 신문을 발행하고, 민족 거주지에 거주한다(특히 1960년대 초부터 이민을 시작한 세대). 그러나 이들 중 약 25%만이 민족 러시아인이다. 소련의 붕괴 전, 뉴욕시 브라이턴 비치의 러시아어 사용자 중 압도적 다수는 러시아어를 구사하는 유대인이었다. 그 후, 구 소련 국가들로부터의 유입으로 통계가 다소 변화하여, 러시아인, 우크라이나인 민족과 일부 러시아계 유대인 및 중앙아시아인들이 이민 왔다. 미국 인구 조사에 따르면, 2007년에는 미국에 거주하는 85만 명 이상의 개인 가구에서 러시아어가 주요 언어로 사용되었다.
러시아어는 20세기 후반 쿠바에서 가장 인기 있는 언어였다. 대학과 학교에서 가르쳐지는 것 외에도 라디오와 TV에서 교육 프로그램이 있었다. 현재 이 나라에서 다시 인기를 얻고 있다.

## 같이 보기
- 루스키 미르
- 러시아 디아스포라
- 방언연속체
- 링구아 프랑카 목록
- 언어지리학
- 언어 지리

## 내용주
1. ↑  데이터 참고: "데이터는 유아기에 개인이 일반적으로 집에서 사용한 언어로 정의되는 모어를 나타낸다." (인용된 출처의 각주 섹션에서)
2. ↑  2016년 인구 17,855,000명 기준 (유엔 통계국 보관됨 2014-01-25 - 웨이백 머신)
3. ↑  두 개의 모어를 가진 사람 포함.
4. ↑  2011년 인구 7,706,400명 기준 (이스라엘 중앙통계국)
5. ↑  집에서 러시아어를 사용한다고 답한 모든 사람 포함; 이들 중 58,451명은 집에서 다른 언어도 사용함.
6. ↑  모어 화자 13,146명과 비모어 화자 1,893,181명 포함. 모어 화자 수는 민족 러시아인만 명시적으로 세었기 때문에 실제보다 적을 수 있음.
7. ↑  당시 틀:나라자료 Nagorno-Karabakh아르차흐 공화국이 통제하는 영토는 제외되었으며, 러시아어를 유창하게 구사하는 사람들만 포함되었다.
8. ↑  모어 화자 379,210명과 비모어 화자 508,060명 포함.
9. ↑  데이터는 거주 인구를 나타냄. 모어 화자 321,947명(민족 러시아인 282,777명, 기타 민족 39,170명)과 L2 화자 3,110,686명(민족 러시아인 61,460명, 기타 민족 3,049,226명) 포함.
10. ↑  모어 화자 190,733명과 비모어 화자 1,703,425명 포함.
11. ↑  데이터 참고: "각 언어를 유일한 언어 또는 여러 언어 중 하나로 사용한다고 밝힌 모든 사람을 포함. 두 개 이상의 언어를 사용한다고 밝힌 경우, 해당되는 각 그룹에 포함됨."

백분율은 언어 능력을 보고하지 않은 12,056,452명을 제외한 것임.
12. ↑  모어 화자 135,565명과 비모어 화자 1,183,890명 포함